# Mecencio

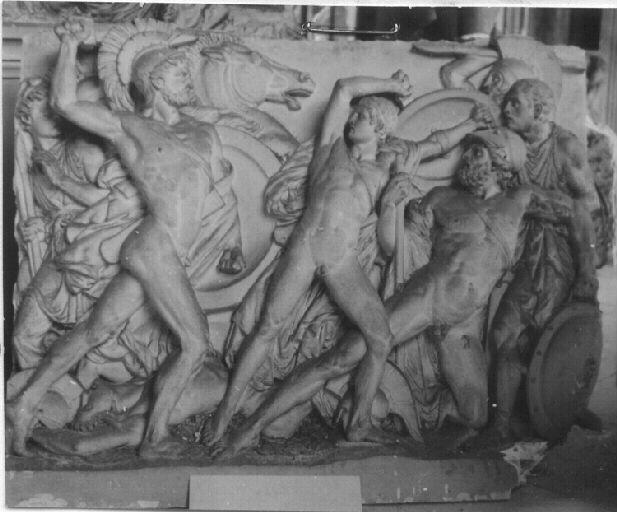
Mecencio, herido, es socorrido por su hijo Lauso. Relieve de Louis-Léon Cugnot.

Mecencio (en latín, Mezentius) fue un rey etrusco expulsado de la ciudad de Agila por sus súbditos, dado que solía reinar basándose en el miedo y el maltrato a los estamentos inferiores. Es presentado en la Eneida de Virgilio como el prototipo del sujeto soberbio, impío y cruel. Virgilio refleja a Mecencio como un protagonista antagónico que forja una alianza con Turno y su hijo Lauso, en pos de luchar contra Eneas y el rey de la ciudad de Palanteo, Evandro, que reinaba en el Lacio en ese momento. Durante esta guerra, Eneas, protegido por su madre Venus, entabla combate con Mecencio y lo deja moribundo. Intenta defender a Mecencio su hijo Lauso y es muerto por Eneas.
Más tarde, el rey etrusco curará sus heridas en la margen del Tíber e intentará vengar la muerte de su prole inútilmente, ya que lo matará el mismo Eneas.